# Tiroler Rechtsanwaltskammer

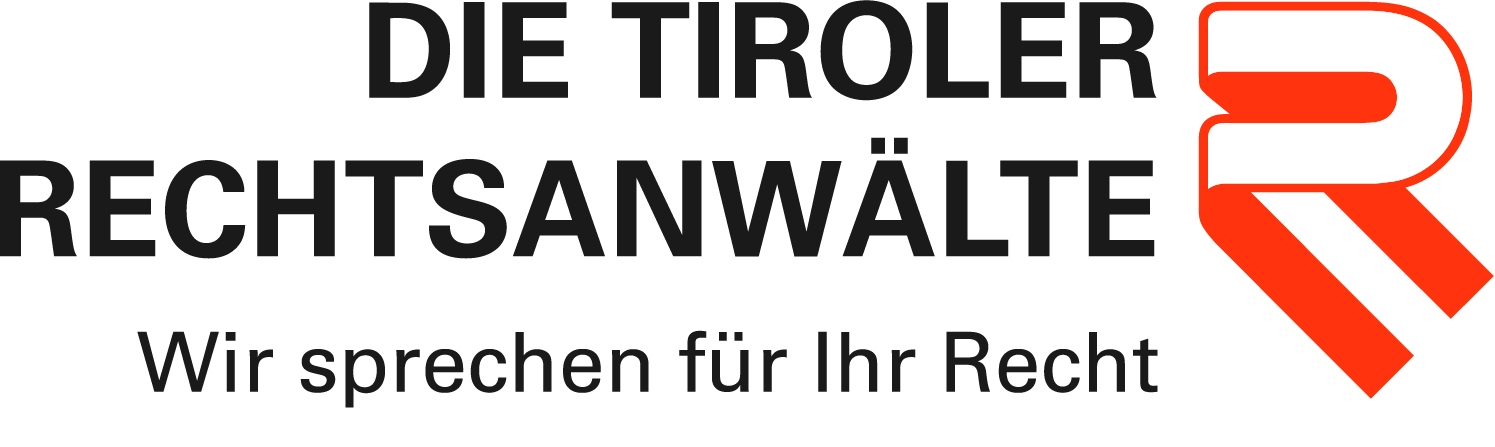
Logo der Tiroler Rechtsanwaltskammer

Die Tiroler Rechtsanwaltskammer ist die unabhängige Berufsvertretung aller Rechtsanwälte und Rechtsanwaltsanwärter in Tirol mit Sitz in Innsbruck. Der Mitgliederstand beläuft sich derzeit auf rund 670 Rechtsanwälte und Rechtsanwaltsanwärter. Am 13. Oktober 2020 wurde Rechtsanwältin Birgit Streif zur Präsidentin der Tiroler Rechtsanwaltskammer gewählt. Nach rund 170 Jahren steht damit erstmals eine Frau an der Spitze der Tiroler Rechtsanwaltschaft. 

## Geschichte
Die Tiroler Rechtsanwaltskammer wurde am 9. Februar 1851 als „Advocaten-Kammer“ vom Advokaten (Rechtsanwalt) und damaligen Vizebürgermeister der Stadt Innsbruck Alfons von Wiedmann gegründet. Die am 6. Juli 1868 geschaffene Advokatenordnung (RGBO 96) enthielt die wichtigsten Kernbereiche der anwaltlichen Berufsregeln. Unter anderem wurde
- der Wirkungsbereich des Ausschusses der Kammern um das Recht zur Listenführung über die im Kammersprengel wohnhaften Advokaten erweitert (Advokatenbuch, Matrikel) und
- durfte der Ausschuss Gutachten über die Angemessenheit von Rechtsanwaltshonoraren abgeben und
- bei Streitigkeiten zwischen Kammermitgliedern versuchen, eine gütliche Einigung zu erzielen.

Zudem wurde die Advokatur freigegeben. Mit Gesetz vom 1. April 1872 wurde den Rechtsanwaltskammern die Aufsicht und Disziplinargewalt über die in die Advokatenliste eingetragenen Advokaten überantwortete. Das damals begründete System besteht weitgehend bis heute.
Per Gesetz wurde 1919 die Bezeichnung „Advokat“ in „Rechtsanwalt“, „Advokaturkandidat“ in „Rechtsanwaltsanwärter“, die „Advokatenkammer“ in „Rechtsanwaltskammer“ umbenannt (wie dies in Deutschland seit der Rechtsanwaltsordnung 1878 üblich war).
Durch die Einführung des Ständestaats in Österreich (beginnend mit März 1933 und Maßnahmen auf der Basis des KWEG) sind eine Reihe von Verordnungen erlassen worden, wodurch „besondere Maßnahmen zur Hintanhaltung der mit einer Störung der öffentlichen Ruhe, Ordnung und Sicherheit verbundenen Schädigung des wirtschaftlichen Lebens“ getroffen worden waren. Elf dieser Verordnungen haben auch den Stand der Rechtsanwälte betroffen und waren geeignet, dem bisher weitgehend unabhängigen Rechtsanwaltsberuf Schranken aufzuerlegen. Die Selbstverwaltung auch der Tiroler Rechtsanwaltskammer wurde auch durch die Verordnung vom 31. März 1934 erheblich eingeschränkt, da die Mandate der Ausschüsse der Rechtsanwaltskammern für erloschen erklärt wurden, wenn der Inhaber zur Zeit seiner Wahl der sozialdemokratischen Partei oder einer von dieser beeinflussten Organisationen angehört hatte. Neu- und Ersatzwahlen wurden zudem verboten. Mit 1. Januar 1936 wurden an die Stelle der gewählten Ausschüsse der Kammern und ihrer Präsidien vom Bundesministerium für Justiz des Ständestaats bestellte Funktionäre eingesetzt.
Durch den Anschluss Österreichs an das Deutsche Reich (siehe: Österreich in der Zeit des Nationalsozialismus) wurde die Autonomie (Selbstverwaltung) der österreichischen Rechtsanwaltskammern ebenfalls bald ganz beseitigt. Zahlreiche in Tirol eingetragene Rechtsanwälte wurden aus der Liste gestrichen. Ursachen waren Kriegdienstleistungen und die Verordnung vom 31. März 1938, wodurch jüdischen Anwälten die Ausübung ihres Berufes untersagt wurde. Durch die Verordnung vom 27. September 1938 mussten auch „jüdische Mischlinge“ bis zum Jahresende 1938 aus der Liste der Rechtsanwälte gelöscht werden. Am 14. März 1938, zwei Tage nach dem Anschluss, wird Kammerpräsident Anton Cornet seines Amtes enthoben. Am 11. Juni 1938 wird die Ernennung des Rechtsanwalts durch den Reichsjustizminister eingeführt. 1941 wird die Reichs-Rechtsanwaltsordnung eingeführt.
Nach Wiedereinführung der Österreichischen Bundesverfassung und der Wiederherstellung der Demokratie wurde mit Gesetz vom 31. Juli 1945 die Rechtsanwaltsordnung und das Disziplinarstatut in der Fassung vom 13. März 1938 wieder in Kraft gesetzt. Anton Cornet nimmt im September 1945 die Kammergeschäfte wieder auf. Die erste ordentliche Vollversammlung aller eingetragenen Tiroler Rechtsanwälte fand am 21. Oktober 1948 statt. Am 11. April 1956 wird der nach dem Zweiten Weltkrieg zusammengelegte Disziplinarrat für Tirol und Vorarlberg auf Beschluss der Vollversammlung wieder getrennt.

## Organisation
Die Tiroler Rechtsanwaltskammer ist eine selbstverwaltete Körperschaft öffentlichen Rechts. Sie besorgt ihre Geschäfte teils unmittelbar in Plenarversammlungen, teils mittelbar durch den Ausschuss. Die Einhaltung der Berufspflichten überwacht der Disziplinarrat.
Alle Mitglieder der Tiroler Rechtsanwaltskammer fassen in der Vollversammlung (Plenarversammlung) die für die Selbstverwaltung erforderlichen Beschlüsse. Die Vollversammlung wählt den Präsidenten und seinen Stellvertreter sowie die Mitglieder des Ausschusses und des Disziplinarrates. Sie beschließt das Budget, den Rechnungsabschluss und die Satzung der Versorgungseinrichtung.

## Funktion
Der Ausschuss
Der Ausschuss der Tiroler Rechtsanwaltskammer wird aus dem Kreis der Kammermitglieder in der Vollversammlung gewählt. Zu den Aufgaben des Ausschusses gehören unter anderem die Führung der Liste der Rechtsanwälte und Rechtsanwaltsanwärter, die Finanzverwaltung der Kammerbeiträge, insbesondere der Alters- und Hinterbliebenenversorgung, die Führung der bei der Tiroler Rechtsanwaltskammer angesiedelten Schlichtungsstelle, das Verfassen von Stellungnahmen zu Gesetzesentwürfen von Bund und Land sowie die Behandlung von Beschwerden. Darüber hinaus sind die Ausschussmitglieder in den vom Österreichischen Rechtsanwaltskammertag (ÖRAK) eingerichteten Arbeitskreisen tätig.
Der Disziplinarrat
Der Disziplinarrat wacht über die Einhaltung der Berufspflichten der Rechtsanwälte und Rechtsanwaltsanwärter sowie über Ehre und Ansehen des Rechtsanwaltsstandes und dient damit dem Schutz der rechtsuchenden Bevölkerung. Er ahndet sowohl Pflichtverletzungen als auch Verletzungen des Ansehens und der Ehre des Rechtsanwaltsstandes durch einen Rechtsanwalt oder Rechtsanwaltsanwärter. Die Mitglieder des Disziplinarrats werden von der Vollversammlung der Tiroler Rechtsanwaltskammer gewählt.
Das Kammeramt
Das Kammeramt ist die zentrale Anlaufstelle für Anliegen, Wünsche und Beschwerden in Verbindung mit der Tiroler Rechtsanwaltschaft. Die gesamte Organisation – einschließlich der Mitgliederverwaltung, Buchhaltung, Vorschreibungsverwaltung und Versorgungseinrichtung – der Tiroler Rechtsanwaltskammer wird durch das Kammeramt wahrgenommen.
Der Österreichische Rechtsanwaltskammertag
Bundesweite Angelegenheiten der österreichischen Rechtsanwälte koordiniert der Österreichische Rechtsanwaltskammertag (ÖRAK).

## Mitgliedschaft
Die Tiroler Rechtsanwaltskammer gehört unter anderem folgenden Organisationen an:
- Österreichischen Rechtsanwaltskammertag (ÖRAK)
- Rat der Europäischen Anwaltschaften (CCBE)
- Anwaltliche Vereinigung für Mediation (AVM)
- Verband der Europäischen Rechtsanwaltskammern (FBE)

## Statistik
| Gesamt | Anwälte | Anwältinnen | Anwaltsanwärter | Anwaltsanwärterinnen |
| 549    | 430     | 119         | 135             | 74                   |

Quelle: ÖRAK (Dezember 2024)